# Volley Bergamo 2014-2015
Questa voce raccoglie le informazioni riguardanti il Volley Bergamo nelle competizioni ufficiali della stagione 2014-2015.

## Stagione
La stagione 2014-15 è per il Volley Bergamo, sponsorizzato dalla Foppapedretti, la ventunesima consecutiva in Serie A1: viene confermato sia l'allenatore Stefano Lavarini che alcune giocatrici come Myriam Sylla, Sara Loda, Jelena Blagojević e Enrica Merlo; tra i principali acquisti quelli di Celeste Plak, Milena Sadurek e Paola Paggi, mentre tra le cessioni spiccano quelle di Valentina Diouf, in prestito, Raphaela Folie, Federica Stufi e Kathleen Weiß.

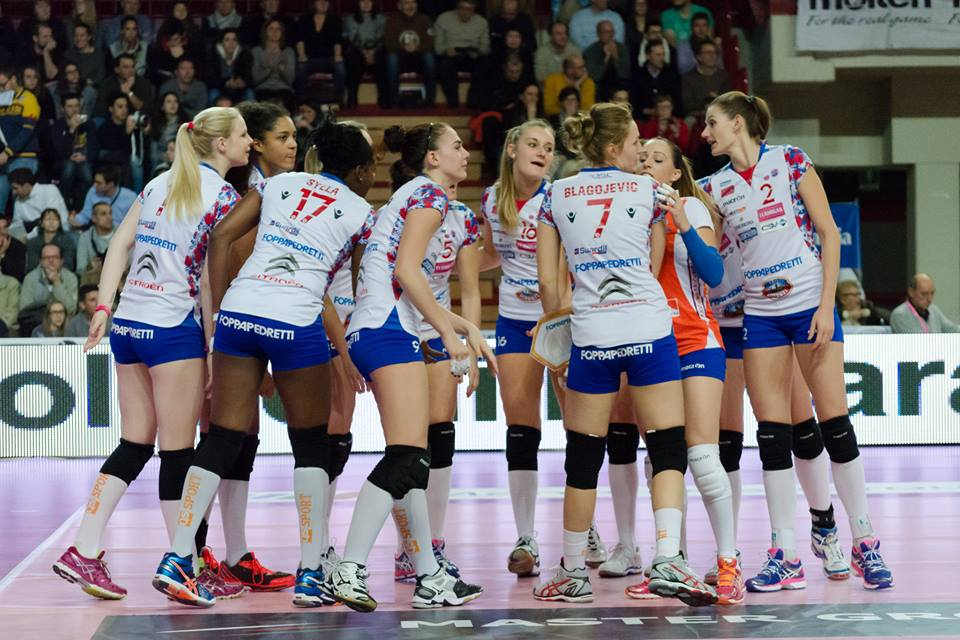
La squadra dopo la fase di riscaldamento

Il primo trofeo della stagione a cui la squadra partecipa è la Supercoppa italiana, grazie al raggiungimento della finale di Coppa Italia 2013-14: l'avversaria nella semifinali, per decidere chi andrà ad affrontare il River Volley, già qualificata all'atto finale in quanto vincitrice dello scudetto e della Coppa Italia nella stagione precedente, è la Futura Volley Busto Arsizio, finalista dei play-off scudetto 2013-14: è proprio la squadra bustocca a vincere la gara per 3-1 e ad accedere alla finale.
Nelle prime cinque giornate di campionato la squadra di Bergamo coglie quattro vittorie ed una sola sconfitta, maturata contro il Volleyball Casalmaggiore: nel prosieguo del girone di andata dopo quattro insuccessi consecutive, il club orobico chiude con due vittorie, classificandosi al quinto posto, cogliendo anche la qualificazione per la Coppa Italia. Il girone di ritorno si apre con la vittoria contro la Robur Tiboni Urbino Volley, a cui però seguono tre stop consecutivi: nel resto della regular season le lombarde ottengono risultati altalenanti che la portano a chiudere all'ottavo posto in classifica, l'ultimo utile per qualificarsi ai play-off scudetto; nei quarti di finale la sfida è contro l'AGIL Volley, squadra che vince entrambe le gare necessarie per passare al turno successivo, eliminando il Volley Bergamo dalla corsa allo scudetto.
Il quinto posto al termine del girone di andata della Serie A1 permette al Volley Bergamo di partecipare alla Coppa Italia; tuttavia l'avventura nel torneo dura solo nei quarti di finale: infatti dopo aver vinto la gara di andata per 3-1 perde con lo stesso punteggio quella di ritorno contro l'Imoco Volley, venendo eliminata poi anche a seguito della sconfitta al Golden set.
I risultati ottenuti nella stagione 2013-14 qualificano il Volley Bergamo alla 2014-15: tuttavia questo rinuncia a partecipare alle competizioni europee.

## Organigramma societario
Area direttiva
- Presidente: Luciano Bonetti
- Vicepresidente: Enrica Foppa Pedretti, Natale Forlani
- Direttore generale: Giovanni Panzetti

Area organizzativa
- Segreteria amministrativa: Francesca Sasselli
- Responsabile relazioni esterne: Andrea Veneziani

Area tecnica
- Allenatore: Stefano Lavarini
- Allenatore in seconda: Simone Angelini
- Scout man: Gianni Bonacina
- Video man: Elia Laise
- Responsabile settore giovanile: Luigi Sana

Area comunicazione
- Ufficio stampa: Giorgia Marchesi
- Responsabile rapporto istituzioni: Patrizio Ginelli

Area marketing
- Responsabile ufficio marketing: Stefano Calvo, Massimo De Stefano

Area sanitaria
- Medico: Attilio Bernini, Fabrizio Caroli
- Preparatore atletico: Danilo Bramard
- Fisioterapista: Giuseppe Ferrenti
- Osteopata: Luca Gastoldi

## Rosa
| N° | Nome               | Ruolo | Data di nascita   | Nazionalità sportiva |
| -- | ------------------ | ----- | ----------------- | -------------------- |
| 1  | Eva Mori           | P     | 13 marzo 1996     | Slovenia             |
| 2  | Alesha Deesing     | C     | 10 settembre 1985 | Stati Uniti          |
| 4  | Sara Loda          | S     | 22 agosto 1990    | Italia               |
| 5  | Paola Paggi        | C     | 6 dicembre 1976   | Italia               |
| 7  | Jelena Blagojević  | S     | 1º dicembre 1988  | Serbia               |
| 8  | Enrica Merlo       | L     | 28 dicembre 1988  | Italia               |
| 9  | Laura Melandri     | C     | 31 gennaio 1995   | Italia               |
| 10 | Milena Sadurek     | P     | 18 ottobre 1984   | Polonia              |
| 15 | Celeste Plak       | S/O   | 26 ottobre 1995   | Paesi Bassi          |
| 16 | Benedetta Mambelli | S     | 21 settembre 1995 | Italia               |
| 17 | Myriam Sylla       | S     | 8 gennaio 1995    | Italia               |
| 18 | Federica Tasca     | C     | 29 gennaio 1989   | Italia               |

## Mercato
| Acquisti | Acquisti       | Acquisti       | Acquisti   |
| R.       | Nome           | da             | Modalità   |
| -------- | -------------- | -------------- | ---------- |
| C        | Alesha Deesing | Béziers        | definitivo |
| P        | Eva Mori       | Kamnik         | definitivo |
| C        | Paola Paggi    | LJ             | definitivo |
| S/O      | Celeste Plak   | Alterno        | definitivo |
| P        | Milena Sadurek | Lokomotiv Baku | definitivo |
| C        | Federica Tasca | Ornavasso      | definitivo |

| Cessioni | Cessioni        | Cessioni            | Cessioni   |
| R.       | Nome            | a                   | Modalità   |
| -------- | --------------- | ------------------- | ---------- |
| L        | Eleonora Bruno  | Robur Tiboni Urbino | definitivo |
| S/O      | Valentina Diouf | Busto Arsizio       | prestito   |
| C        | Raphaela Folie  | LJ                  | definitivo |
| S        | Sara Klisura    | Târgoviște          | definitivo |
| P        | Lucie Smutná    | Soverato            | definitivo |
| C        | Federica Stufi  | Savino Del Bene     | definitivo |
| C        | Federica Tasca  | Nantes              | definitivo |
| P        | Kathleen Weiß   | Prostějov           | definitivo |

## Risultati

### Serie A1

#### Girone di andata
| 1ª giornata - 2 novembre 2014 PalaMondolce, Urbino           | Robur Tiboni Urbino | 0 - 3 | Bergamo         | 11-25, 25-27, 12-25               |
| 2ª giornata - 9 novembre 2014 PalaNorda, Bergamo             | Bergamo             | 2 - 3 | Casalmaggiore   | 25-27, 25-19, 25-19, 14-25, 10-15 |
| 3ª giornata - 16 novembre 2014 Nelson Mandela Forum, Firenze | San Casciano        | 1 - 3 | Bergamo         | 23-25, 25-23, 18-25, 16-25        |
| 4ª giornata - 19 novembre 2014 PalaVerde, Villorba           | Imoco               | 0 - 3 | Bergamo         | 23-25, 21-25, 22-25               |
| 5ª giornata - 23 novembre 2014 PalaNorda, Bergamo            | Bergamo             | 3 - 1 | Savino Del Bene | 23-25, 25-20, 30-28, 25-21        |
| 6ª giornata - 30 novembre 2014 PalaNorda, Bergamo            | Bergamo             | 0 - 3 | River           | 15-25, 20-25, 14-25               |
| 7ª giornata - 3 dicembre 2014 PalaPanini, Modena             | LJ                  | 3 - 0 | Bergamo         | 25-18, 29-27, 25-16               |
| 8ª giornata - 6 dicembre 2014 PalaNorda, Bergamo             | Bergamo             | 2 - 3 | Busto Arsizio   | 25-22, 18-25, 21-25, 25-21, 13-15 |
| 9ª giornata - 14 dicembre 2014 PalaTerdoppio, Novara         | AGIL                | 3 - 0 | Bergamo         | 25-13, 25-19, 25-19               |
| 10ª giornata - 21 dicembre 2014 PalaNorda, Bergamo           | Bergamo             | 3 - 0 | Forlì           | 25-16, 27-25, 25-9                |
| 11ª giornata - 26 dicembre 2014 PalaGeorge, Montichiari      | Flero               | 1 - 3 | Bergamo         | 25-19, 15-25, 13-25, 23-25        |

#### Girone di ritorno
| 12ª giornata - 4 gennaio 2015 PalaNorda, Bergamo                 | Bergamo         | 3 - 0 | Robur Tiboni Urbino | 25-18, 25-15, 25-21               |
| 13ª giornata - 11 gennaio 2015 PalaFarina, Viadana               | Casalmaggiore   | 3 - 1 | Bergamo             | 25-21, 20-25, 25-18, 25-23        |
| 14ª giornata - 18 gennaio 2015 PalaNorda, Bergamo                | Bergamo         | 1 - 3 | San Casciano        | 25-27, 22-25, 25-20, 18-25        |
| 15ª giornata - 25 gennaio 2015 PalaNorda, Bergamo                | Bergamo         | 1 - 3 | Imoco               | 18-25, 25-20, 21-25, 17-25        |
| 16ª giornata - 8 febbraio 2015 Palazzetto dello Sport, Scandicci | Savino Del Bene | 0 - 3 | Bergamo             | 22-25, 16-25, 27-29               |
| 17ª giornata - 15 febbraio 2015 PalaBanca, Piacenza              | River           | 3 - 0 | Bergamo             | 25-19, 25-23, 25-15               |
| 18ª giornata - 21 febbraio 2015 PalaNorda, Bergamo               | Bergamo         | 3 - 2 | LJ                  | 28-26, 22-25, 22-25, 25-16, 15-13 |
| 19ª giornata - 8 marzo 2015 PalaYamamay, Busto Arsizio           | Busto Arsizio   | 0 - 3 | Bergamo             | 25-27, 23-25, 22-25               |
| 20ª giornata - 14 marzo 2015 PalaNorda, Bergamo                  | Bergamo         | 1 - 3 | AGIL                | 22-25, 25-20, 28-30, 22-25        |
| 21ª giornata - 22 marzo 2015 PalaRomiti, Forlì                   | Forlì           | 0 - 3 | Bergamo             | 17-25, 21-25, 20-25               |
| 22ª giornata - 29 marzo 2015 PalaNorda, Bergamo                  | Bergamo         | 1 - 3 | Flero               | 25-18, 23-25, 17-25, 18-25        |

#### Play-off scudetto
| Quarti di finale (gara 1) - 4 aprile 2015 PalaTerdoppio, Novara | AGIL    | 3 - 1 | Bergamo | 18-25, 25-21, 25-15, 25-21 |
| Quarti di finale (gara 2) - 12 aprile 2015 PalaNorda, Bergamo   | Bergamo | 1 - 3 | AGIL    | 26-28, 25-23, 22-25, 19-25 |

### Coppa Italia

#### Fase a eliminazione diretta
| Quarti di finale (andata) - 1º febbraio 2015 PalaNorda, Bergamo  | Bergamo | 3 - 1 | Imoco | 25-13, 19-25, 25-21, 25-17                   |
| Quarti di finale (ritorno) - 4 febbraio 2015 PalaVerde, Villorba | Imoco   | 3 - 1 | Flero | 25-21, 24-26, 25-18, 25-22 Golden set: 15-13 |

### Supercoppa italiana

#### Fase a eliminazione diretta
| Semifinali - 22 ottobre 2014 PalaGeorge, Montichiari | Busto Arsizio | 3 - 1 | Bergamo | 29-27, 22-25, 25-22, 25-21 |

## Statistiche

### Statistiche di squadra
| Competizione        | Punti | In casa | In casa | In casa | In trasferta | In trasferta | In trasferta | Totale | Totale | Totale |
| Competizione        | Punti | G       | V       | P       | G            | V            | P            | G      | V      | P      |
| ------------------- | ----- | ------- | ------- | ------- | ------------ | ------------ | ------------ | ------ | ------ | ------ |
| Serie A1            | 34    | 12      | 4       | 8       | 12           | 7            | 5            | 24     | 11     | 13     |
| Coppa Italia        | -     | 1       | 1       | 0       | 1            | 0            | 1            | 2      | 1      | 1      |
| Supercoppa italiana | -     | -       | -       | -       | -            | -            | -            | 1      | 0      | 1      |
| Totale              | -     | 13      | 5       | 8       | 13           | 7            | 6            | 27     | 12     | 15     |

G = partite giocate; V = partite vinte; P = partite perse

### Statistiche dei giocatori
| Giocatore     | Serie A1 | Serie A1 | Serie A1 | Serie A1 | Serie A1 | Coppa Italia | Coppa Italia | Coppa Italia | Coppa Italia | Coppa Italia | Supercoppa italiana | Supercoppa italiana | Supercoppa italiana | Supercoppa italiana | Supercoppa italiana | Totale | Totale | Totale | Totale | Totale |
| Giocatore     | P        | PT       | AV       | MV       | BV       | P            | PT           | AV           | MV           | BV           | P                   | PT                  | AV                  | MV                  | BV                  | P      | PT     | AV     | MV     | BV     |
| ------------- | -------- | -------- | -------- | -------- | -------- | ------------ | ------------ | ------------ | ------------ | ------------ | ------------------- | ------------------- | ------------------- | ------------------- | ------------------- | ------ | ------ | ------ | ------ | ------ |
| J. Blagojević | 21       | 160      | 139      | 14       | 7        | 2            | 14           | 11           | 2            | 1            | 1                   | 12                  | 10                  | 1                   | 1                   | 24     | 186    | 160    | 17     | 9      |
| A. Deesing    | 10       | 24       | 20       | 3        | 1        | 0            | 0            | 0            | 0            | 0            | 1                   | 9                   | 5                   | 3                   | 1                   | 11     | 33     | 25     | 6      | 2      |
| S. Loda       | 23       | 284      | 241      | 18       | 25       | 2            | 46           | 41           | 2            | 3            | 1                   | 14                  | 12                  | 1                   | 1                   | 26     | 344    | 294    | 21     | 29     |
| B. Mambelli   | 13       | 19       | 15       | 3        | 1        | 0            | 0            | 0            | 0            | 0            | 1                   | 0                   | 0                   | 0                   | 0                   | 14     | 19     | 15     | 3      | 1      |
| L. Melandri   | 24       | 170      | 97       | 62       | 11       | 2            | 20           | 6            | 14           | 0            | 1                   | 10                  | 6                   | 4                   | 0                   | 27     | 200    | 109    | 80     | 11     |
| E. Merlo      | 24       | -        | -        | -        | -        | 2            | -            | -            | -            | -            | 1                   | 1                   | -                   | -                   | 1                   | 27     | 1      | -      | -      | 1      |
| E. Mori       | 21       | 7        | 4        | 2        | 1        | 1            | 0            | 0            | 0            | 0            | 1                   | 1                   | 1                   | 0                   | 0                   | 23     | 8      | 5      | 2      | 1      |
| P. Paggi      | 23       | 138      | 100      | 36       | 2        | 2            | 23           | 11           | 11           | 1            | -                   | -                   | -                   | -                   | -                   | 25     | 161    | 111    | 47     | 3      |
| C. Plak       | 24       | 399      | 352      | 32       | 15       | 2            | 24           | 22           | 2            | 0            | 1                   | 7                   | 7                   | 0                   | 0                   | 27     | 430    | 381    | 34     | 15     |
| M. Sadurek    | 23       | 69       | 36       | 22       | 11       | 2            | 4            | 1            | 1            | 2            | 1                   | 4                   | 1                   | 3                   | 0                   | 26     | 77     | 38     | 26     | 13     |
| M. Sylla      | 24       | 206      | 172      | 23       | 11       | 1            | 18           | 15           | 2            | 1            | 1                   | 8                   | 7                   | 0                   | 1                   | 26     | 232    | 194    | 25     | 13     |
| F. Tasca      | 5        | 0        | 0        | 0        | 0        | 0            | 0            | 0            | 0            | 0            | 0                   | 0                   | 0                   | 0                   | 0                   | 5      | 0      | 0      | 0      | 0      |

P = presenze; PT = punti totali; AV = attacchi vincenti; MV = muri vincenti; BV = battute vincenti